# Gene Autry
Orvon Grover „Gene” Autry (ur. 29 września 1907 w Tioga, zm. 2 października 1998 w Studio City) – amerykański aktor, piosenkarz, autor tekstów, aktor, muzyk i wykonawca rodeo, który zyskał sławę głównie poprzez śpiewanie w radiu, filmach i telewizji przez ponad trzy dekady, począwszy od wczesnych lat 30. Znany jest z ról w typie śpiewającego kowboja. Nominowany do Oscara za najlepszą piosenkę oryginalną za utwór „Be Honest with Me” z westernu Ridin' on a Rainbow (1941). Posiada pięć gwiazd na Hollywoodzkiej Alei Gwiazd. W latach 1961–1997 był właścicielem drużyny baseballowej Los Angeles / California / Anaheim Angels Major League Baseball. W 2009 otrzymał pośmiertną nagrodę Grammy za całokształt twórczości. 

## Wybrana filmografia
- 1936: Oh, Susanna! jako Gene Autry / Tex Smith
- 1936: The Old Corral jako szeryf Gene Autry
- 1938: Man from Music Mountain jako Gene Autry
- 1941: Sierra Sue jako Gene Autry
- 1949: Sons of New Mexico jako Gene Autry
- 1952: Barbed Wire jako Gene Autry